# Saint-Prex
Saint-Prex, cuyo antiguo nombre es Basuges, es una comuna suiza del cantón de Vaud, situada en el distrito de Morges. Se encuentra entre las ciudades de Lausana y Ginebra, a orillas del lago Léman. Limita al norte con las comunas de Villars-sous-Yens y Lussy-sur-Morges, al noreste con Lully y Tolochenaz, al sureste y sur con Publier (FR-74) y Thonon-les-Bains (FR-74), al suroeste con Buchillon, al oeste con Etoy, y al noroeste con Villars-sous-Yens. 

## Generalidades
La zona ha estado habitada desde hace unos siete mil años por el hombre. Fundada en 1234 con la construcción del burgo, la ciudad antigua forma una península que se extiende a lo largo de la orilla norte del lago. Durante los últimos años, el comercio de la localidad se ha trasladado a zonas del exterior. En el verano Saint-Prex sirve de puerto a los barcos de la Compagnie Générale de Navigation sur le lac Léman (CGN). 
En 1973, Saint-Prex recibió el Premio Wakker por el desarrollo y la preservación de su patrimonio arquitectónico. 

## Bibliografía

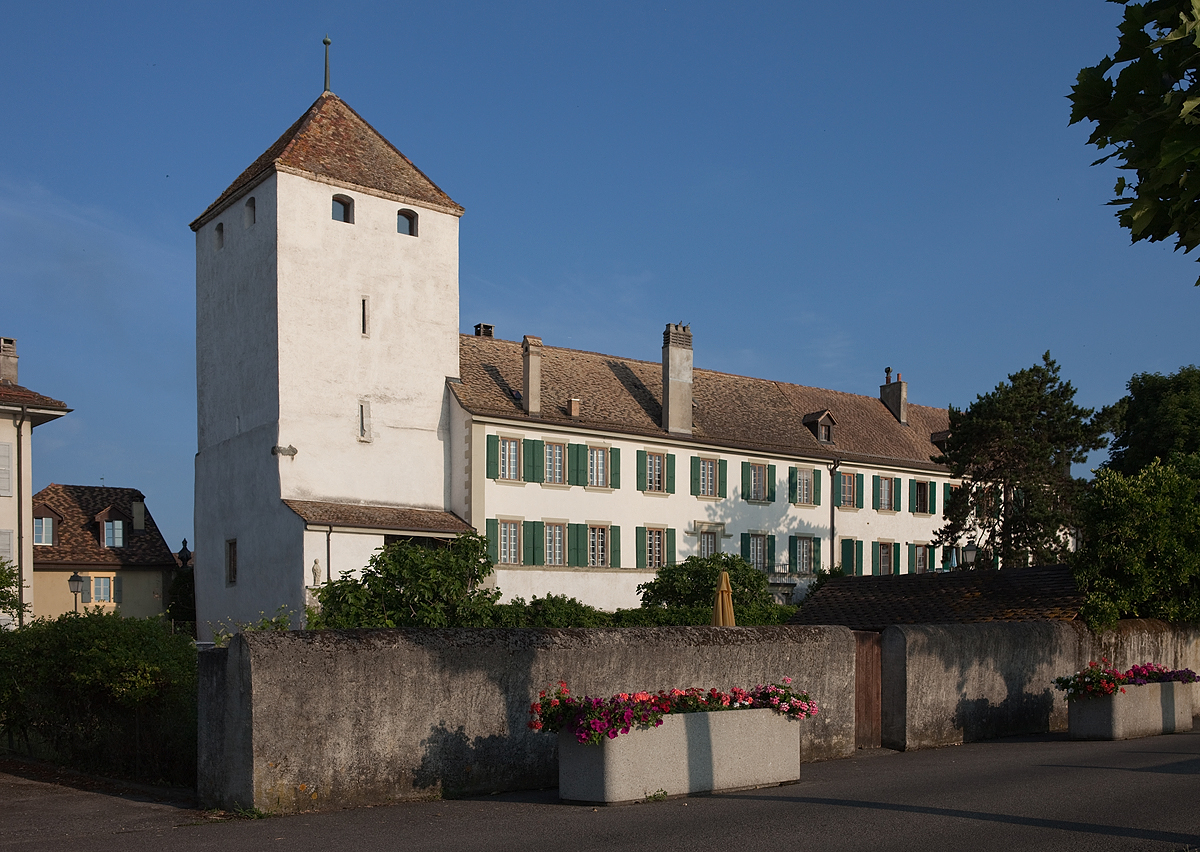
Castillo de Saint-Prex.

## Personajes ilustres
- Annie Leuch-Reineck (1880 - 1978 fallecido en Saint-Prex) matemático y activista a favor de los derechos de las mujeres.
- André Bugnon (1947 nacido en Saint-Prex) político, alcalde de la comuna entre 1990 y 2002, y miembro del Swiss National Council.